# Stämband

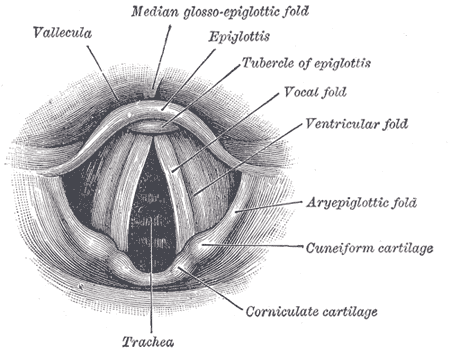
Struphuvudets uppbyggnad - stämbanden markeras med 'vocal fold'.

Stämbanden (eller stämläpparna, på latin plica vocalis) är två veck som sträcker sig horisontellt genom struphuvudet. Fonation uppstår då luft från lungorna passerar genom röstspringan, som är mellanrummet mellan stämbanden, förutsatt att vissa krav är uppfyllda, bland annat får stämbanden inte vara för hårt spända och de måste vara fuktiga.
Stämbandens vävnad består av fem lager: ytterst finns epitelet; innanför detta det ytliga lagret. Dessa två bildar tillsammans höljet. Innanför ytliga lagret finner man mellanliggande lagret och djupa lagret. Dessa två kallas tillsammans vokalligamentet. Detta ligament utgör även tillsammans med ytliga lagret stämbandens lamina propria, innanför vilket man finner det femte lagret: vocalismuskeln. Dessa fem lager har alla olika elasticitet och viskositet, och är ungefär millimetertjocka.
Stämbandens längd avgör bland annat röstens ton. Exempelvis har Tim Storms, den person som har producerat det djupaste basljudet, ungefär dubbelt så långa stämband som andra män.